# Riberette (fleuve)
Pour les articles homonymes, voir Riberette.
La Riberette ou également appelé le Tassio ou rivière de Sorède ou rivière de Saint-André ou le Correc des Mousquières est un petit fleuve côtier du département des Pyrénées-Orientales, dans la région Occitanie et qui se jette dans la mer Méditerranée juste au sud de l'embouchure du Tech.

## Géographie

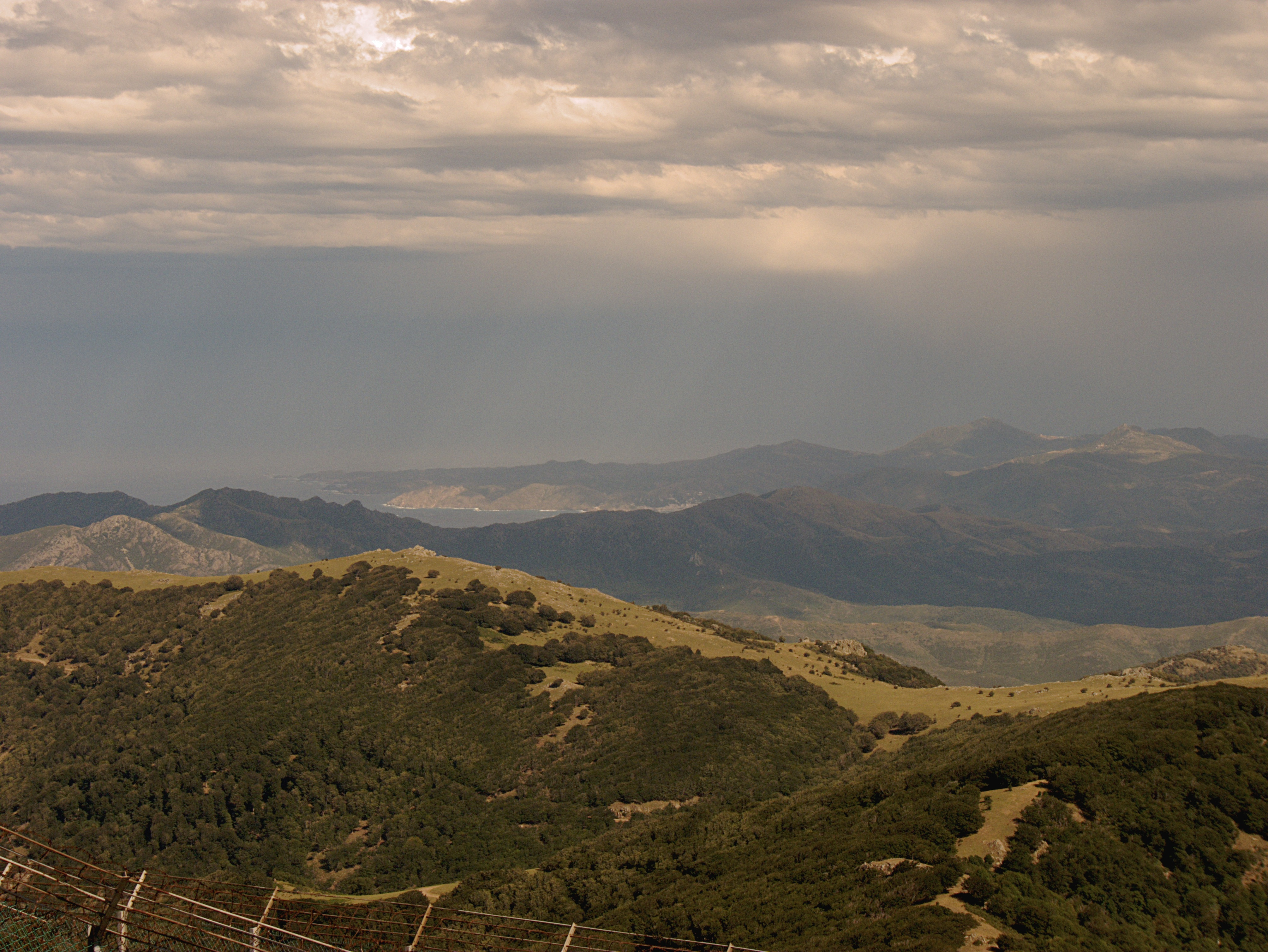
Puig Neulos (1256 m) frontière France-Espagne

De 20,3 km de longueur, la Riberette qui s'appelle dans cette partie haute le Correc des Mousquières ou Correc des Mosqueres prend sa source dans le massif des Albères, au pied du Puig Neulos (1 256 m), à 980 m d'altitude.
Prenant le nom de Tassio il est au centre de la vallée de la Fargue dite aussi Vallée Heureuse (en référence au nom d'un lotissement résidentiel des années 1970). Il arrive ensuite en plaine au niveau du village de Sorède et s'appelle alors la rivière de Sorède, puis en adoptant approximativement la direction nord, il passe à l'ouest du village de Saint-André et s'appelle alors la rivière de Saint-André, puis longe au sud-ouest la commune de Palau-del-Vidre et s'appelle désormais la Riberette.
Après il oblique direction plein est et a son embouchure dans la mer Méditerranée, à 1,40 km au sud de l'embouchure du Tech dans la Reserve Naturelle du Mas Larrieu, sur la commune d'Argelès-sur-Mer. Sur la Carte de Cassini datant du XVIIIe siècle, la Riberette était un affluent du Tech, la confluence se situait au niveau de Taxo d'Avall.

### Communes et cantons traversés
Dans le seul département des Pyrénées-Orientales, la Riberette traverse quatre communes et un seul canton :
- dans le sens amont vers aval : Sorède (source), Saint-André, Palau-del-Vidre, Argelès-sur-Mer (embouchure).

Soit en termes de cantons, la Riberette prend source, traverse et a son embouchure dans le même canton d'Argelès-sur-Mer.

### Bassin versant
La Riberette traverse une seule zone hydrographique Côtiers de la Ravane incluse au Tech (Y011) de 114 km2 de superficie. La Massane en occupe approximativement la moitié, donc la superficie du bassin versant est d'environ 57 km2.

## Affluents
La Riberette a huit affluents référencés :
- Le Correc de l'Orry (rg) 1,1 km sur la seule commune de Sorède et qui prend source à 925 m d'altitude au Font de L'Orri.
- le Correc del Cortal de Matx, ou Correc del Cortal de Maig[3] (rd) 1,1 km sur la seule commune de Sorède.
- le Ruisseau des Mouchouses ou Ribera del Tallat d'en Bac[3] (rd) 4,2 km sur la seule commune de Sorède. L'IGN indiquant deux Correc affluents à ce dernier :
  - le Correc de l'Aranyo (rd) 0,5 km sur la seule commune de Sorède.
  - le Correc del Pradets (rg) 2 km sur la seule commune de Sorède.
- le Correc del Bell Roure (rg) 2 km sur la seule commune de Sorède.
- le Correc del Farrès (rg) 2 km sur la seule commune de Sorède.
- le Miloussa ou el Milossà[3] (rd) 5 km sur les trois communes de Sorède, Saint-André, Argelès-sur-Mer.
- l'Agouille Capdal ou Agulla Cabdal[3] (rg) 6,8 km sur les trois communes de Sorède, Palau-del-Vidre, Argelès-sur-Mer.
- la Noguère (rd) 5 km sur les deux communes de Saint-André, Argelès-sur-Mer.

Le rang de Strahler est de deux.

## Étymologie
Riberette est une forme francisée du toponyme catalan ribereta, que l'on retrouve, dans ce département, dans le nom de deux lieux-dits à Prades et Thuir et deux cours d'eau à Ille-sur-Têt (voir Riberette (Têt)) et Err.

## Crues
Une crue importante dévaste la vallée le 21 novembre 2011.
Voir aussi l'aiguat de 1940.